# Võta või jäta
Võta või jäta ist ein estnisches Filmdrama aus dem Jahr 2018 von Regisseur Liina Triškina-Vanhatalo. Der Film wurde als estnischer Beitrag für die Verleihung der 91. Oscars als bester fremdsprachiger Film eingereicht, jedoch nicht nominiert.

## Handlung
Nach durchzechter Nacht erhält Erik, ein 30-jähriger estnischer Bauarbeiter eine überraschende Nachricht: Seine Ex Monika, die er sechs Monate nicht mehr gesehen hat, liegt in den Wehen. Im Kreißsaal offenbart sie ihm, dass sie nicht bereit ist Mutter zu sein und das kleine Mädchen zur Adoption freigeben will. Eriks Leben ändert sich dramatisch. Er muss sich entscheiden.